# James Clark (remero)
Richard James Scott Clark (15 de julio de 1950) es un deportista británico que compitió en remo.
Participó en tres Juegos Olímpicos de Verano entre los años 1972 y 1980, obteniendo una medalla de plata en Montreal 1976 en la prueba de ocho con timonel. Ganó tres medallas de plata en el Campeonato Mundial de Remo entre los años 1974 y 1978.

## Palmarés internacional
| Juegos Olímpicos   | Juegos Olímpicos          | Juegos Olímpicos | Juegos Olímpicos |
| Año                | Lugar                     | Medalla          | Prueba           |
| ------------------ | ------------------------- | ---------------- | ---------------- |
| 1976               | Montreal (Canadá)         | Medalla de plata | Ocho con timonel |
| Campeonato Mundial |                           |                  |                  |
| Año                | Lugar                     | Medalla          | Prueba           |
| 1974               | Lucerna (Suiza)           | Medalla de plata | Ocho con timonel |
| 1977               | Ámsterdam (Países Bajos)  | Medalla de plata | Dos sin timonel  |
| 1978               | Cambridge (Nueva Zelanda) | Medalla de plata | Dos sin timonel  |